# Miroslav Šmíd (żużlowiec)
Miroslav Šmíd – czechosłowacki żużlowiec.

## Życiorys
Sześciokrotny finalista indywidualnych mistrzostw Czechosłowacji (najlepsze wyniki: 1963, 1967 – dwukrotnie V miejsca).
Reprezentant Czechosłowacji na arenie międzynarodowej. Srebrny medalista drużynowych mistrzostw świata (Wiedeń 1963). Kilkukrotny uczestnik eliminacji indywidualnych mistrzostw świata (najlepszy wynik: Slaný 1964 – XIII miejsce w finale kontynentalnym).